# فرودگاه وایت مانتین (نیوهمپشایر)
فرودگاه وایت ماونتین (به انگلیسی: White Mountain Airport) فرودگاهی خصوصی بود که در دهه ۱۹۸۰ بسته شد. این فرودگاه یک باند فرود آسفالت داشت. این فرودگاه در ایالت نیوهمپشایر کشور ایالات متحده آمریکا قرار داشت.